# São João do Piauí
São João do Piauí là một đô thị thuộc bang Piauí, Brasil. Đô thị này có diện tích 1532,432 km², dân số năm 2007 là 18692 người, mật độ 12,2 người/km².